# Torre de la Vega (Comillas)
La Torre de la Vega es una torre situada en Comillas (Cantabria, España). Está protegida por la ley 16/1985 sobre patrimonio español desde 1949. Fue construida por Garcilaso I de la Vega a comienzos del siglo XIV para proteger y destacar el puerto de Comillas, hechos que fueron aprovechados más tarde con el objetivo de ganar reputación y comercio frente al cercano de San Vicente de la Barquera. Es de tradición gótica y se conserva tras sucesivas reformas.